# Eumannia espaniola
Eumannia espaniola är en fjärilsart som beskrevs av William Schaus 1930. Eumannia espaniola ingår i släktet Eumannia och familjen mätare. Inga underarter finns listade i Catalogue of Life.